# Jacques Allières
Jacques Allières (* 9. November 1929 in Toulouse; † 31. August 2000 in Saint-Gaudens) war ein französischer Romanist, Dialektologe und Baskologe.

## Leben und Werk
Allières gewann den Concours général der Übersetzung ins Lateinische. Er studierte in Toulouse bei Jean Séguy, machte 1954 Agrégation und wurde Gymnasiallehrer in Bayonne und Toulouse. Er wurde 1956 Assistent von Jean Séguy und habilitierte sich 1972 in Toulouse mit Atlas linguistique de la Gascogne. Band 5. Le verbe (Paris 1971). Von 1974 bis 1997 besetzte er an der Universität Toulouse Le Mirail als Nachfolger von Jean Séguy den Lehrstuhl für Romanische Sprachwissenschaft und Philologie (Nachfolger: Xavier Ravier, *1930). Allières wurde 1984 Ehrenmitglied der Baskischen Akademie.

## Weitere Werke
- (Übersetzung aus dem Deutschen mit Georges Straka) Walther von Wartburg, La fragmentation linguistique de la Romania, Paris 1967 (Die Ausgliederung der romanischen Sprachräume)
- Les Basques, Paris 1977, 7. Auflage 2003, 2010 (Que sais-je? 1668)
- Manuel pratique de basque, Paris 1979
- La Formation de la langue française, Paris 1982, 3. Auflage 1996, 2010 (Que sais-je ? 1907)
- Parlons catalan. Langue et culture, Paris/Montréal 2000
- Les langues de l'Europe, Paris 2000 (Que sais-je? 3559)
- Manuel de linguistique romane, Paris 2001
- Formation et structure de l'occitan ancien, hrsg. von Jean-Luc Massourre, Villeneuve-sur-Lot 2005
- Les parlers couserannais, hrsg. von Jean-Luc Massourre, Villeneuve-sur-Lot 2006